# London Underground 1938 Stock
De London Underground 1938 Stock (Type 1938) was metromaterieel dat bestemd was voor gebruik op deep level lijnen van de Londense metro. Ze werden ingezet op de Piccadilly Line, de Northern Line, de East London Line en de Bakerloo Line. De treinstellen zijn gebouwd in Birmingham en waren bij de Londense metro in dienst tussen 1938 en 1988.

## Beschrijving
Het materieel Type 1938 was in zijn tijd revolutionair, want de technici waren er in geslaagd alle apparatuur onder de vloer te plaatsen. Dit gaf per motorrijtuig 25% meer passagiersruimte ten opzichte van het oudere materieel, waar een "machinekamer" boven de motordraaistellen zat. Een andere vernieuwing was dat er een laagspanningsnet aan boord was voor de besturing van de tractie-installatie en de verlichting. Voorheen werden de lampen in serie op de 630 V tractiespanning aangesloten.
Er zijn 1288 rijtuigen gebouwd in de fabrieken van Metro Cammell in Birmingham en de Birmingham Railway Carriage and Wagon Company (BRC&W) in Smethwick (nabij Birmingham). Tot dit materieeltype worden ook de 91 rijtuigen van de 1949 Stock gerekend die vrijwel identiek zijn aan de 1938 Stock. Eigenlijk was dit een nabestelling, bedoeld voor de geplande (maar niet uitgevoerde) verlenging van de Bakerloo line naar Camberwell. Een verschil met de 1938 Stock is dat de motorrijtuigen geen cabine hadden. Ze waren midden in de trein geplaatst, en hadden alleen een hulpstuurstand om te kunnen rangeren. Deze rijtuigen werden gebouwd door de BRC&W in 1951-1952. Een aantal rijtuigen van voor 1938 (waaronder prototype rijtuigen uit 1935) werd aangepast om met Type 1938 gecombineerd te kunnen rijden, en wordt ook tot dit type gerekend.
Een 6-wagentrein Type 1938 was betrokken bij het ongeval op de toenmalige Highbury Branch van de Northern Line op 28 februari 1975. Door onopgehelderde oorzaak botste een trein in volle vaart tegen de muur aan het einde van de tunnel van Station Moorgate. Er vielen 43 doden en 73 gewonden, en de trein was total loss.
Hoewel de afvoer van het materieel al in 1972 begon, wist het zijn bestaan tot 1988 te rekken omdat er in de jaren 1980 een groot materieeltekort was bij de Londense metro. In die tijd kregen de overgebleven treinen een opknapbeurt. De laatste lijn waar ze dienstdeden was de Bakerloo Line.
Een vierwagenstel is bewaard gebleven bij het London Transport Museum, depot Acton en is in rijvaardige toestand. In het zelfde museum, maar dan in de vestiging in Covent Garden staan een compleet motorrijtuig en een kop van zo'n rijtuig.

## Isle of Wight
Nadat het laatste materieel type 1938 in 1988 bij de Londens Metro was afgevoerd, kregen 18 motorrijtuigen een tweede leven op het eiland Wight. De motorrijtuigen gingen 9 tweewagenstellen vormen, die 1989-1990 in dienst kwamen. Ze werden overgeschilderd in de kleurstelling van Network SouthEast en werden ondergebracht in Class 483. Later werden ze weer rood als vanouds, met een geel front zoals bij de Britse spoorwegen voorgeschreven is. Ze vervingen nog ouder Londens metromaterieel uit 1923 - 1934 dat daar sinds 1967 reed. De reden om deze Londense treinstellen op de Island Line in te zetten is het krappe profiel van de Ryde Esplanade tunnel, ontstaan nadat het spoor hoger was gelegd vanwege wateroverlast. Het tractiestroomsysteem is aangepast aan dat van de Britse spoorwegen in Zuid Engeland; een derde rail aan de zijkant van het spoor. In 2017 waren er nog 6 tweewagenstellen in dienst. Ze reden voor het laatst op 3 januari 2021, en werden vervangen door ander ex London Underground materieel, namelijk de D stock. Eén treinstel is bewaard gebleven bij de Isle of Wight Steam Railway, en één is terecht gekomen bij de Epping Ongar Railway in Essex.

## Fotogalerij

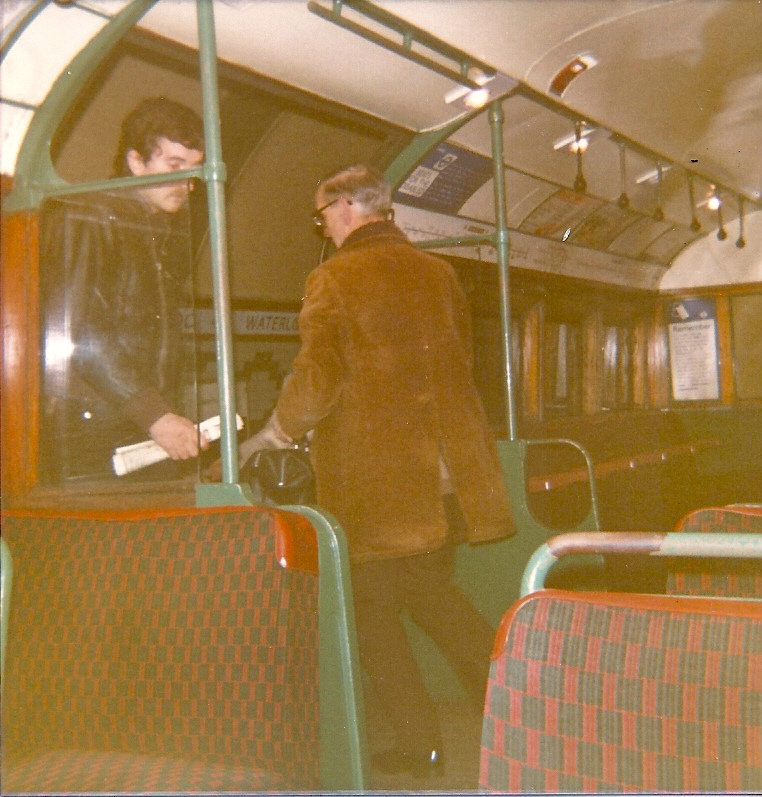
Interieur van Type 1938
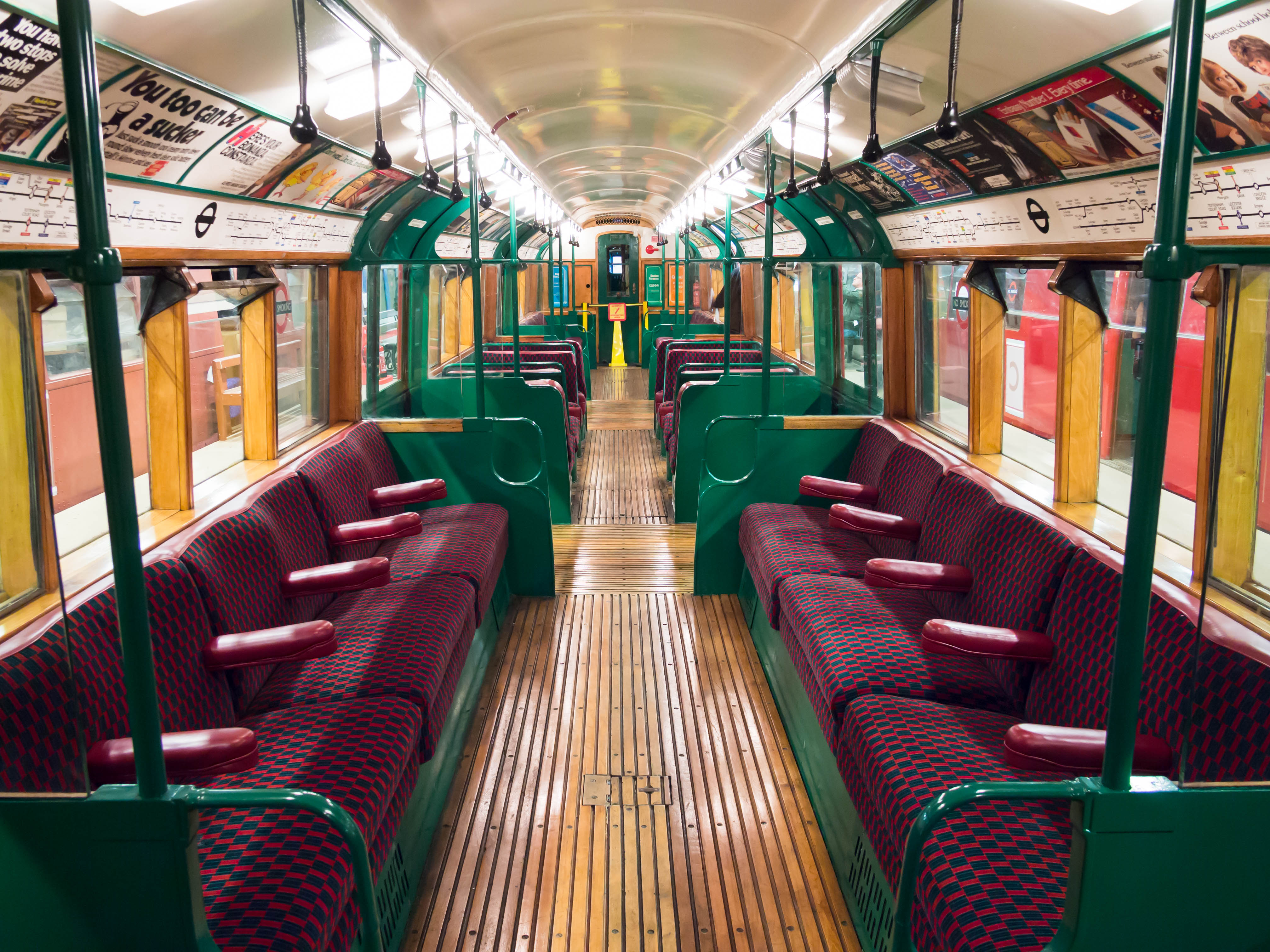
Interieur
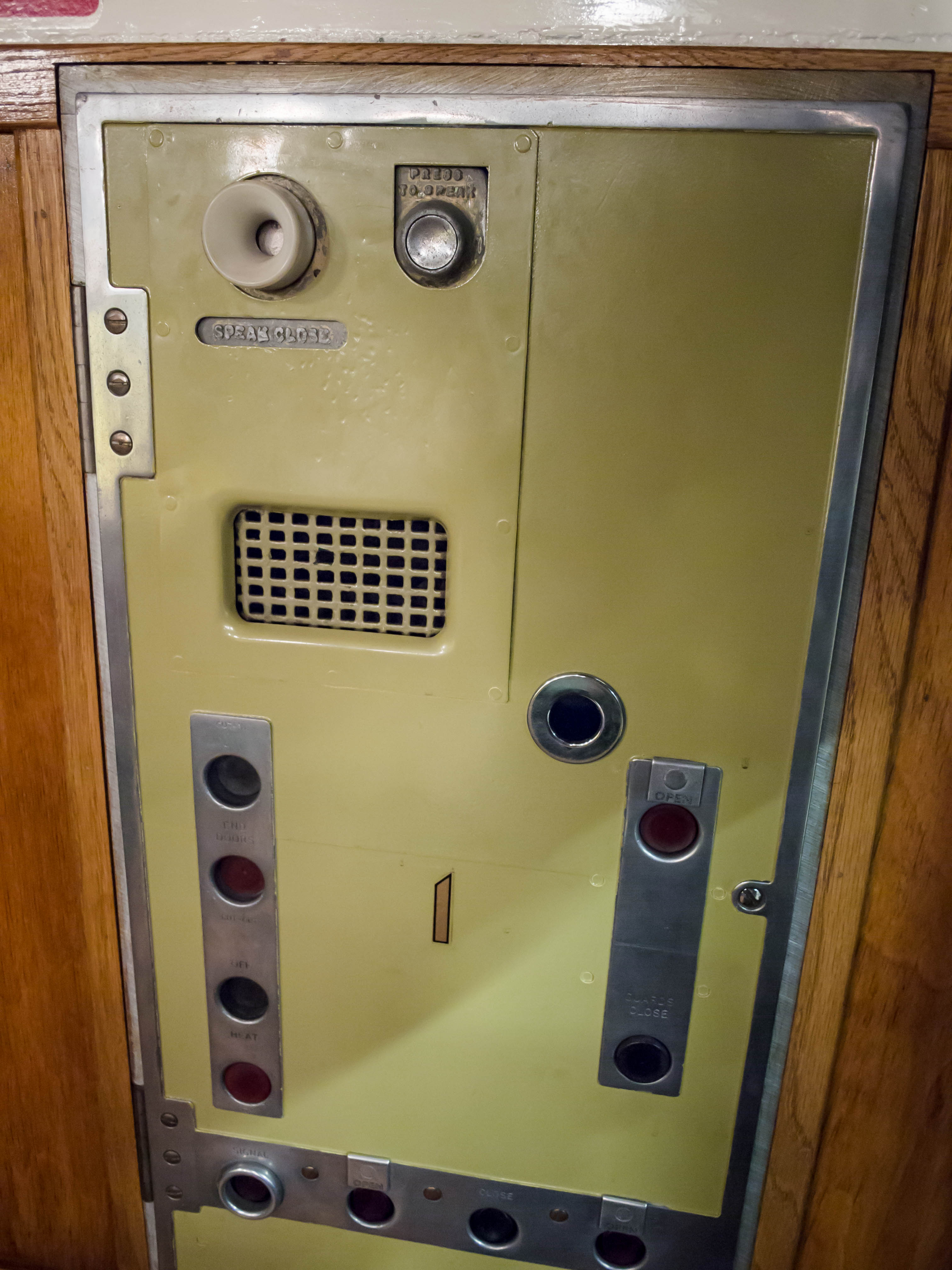
Paneel van de guard (voor het sluiten van de deuren)
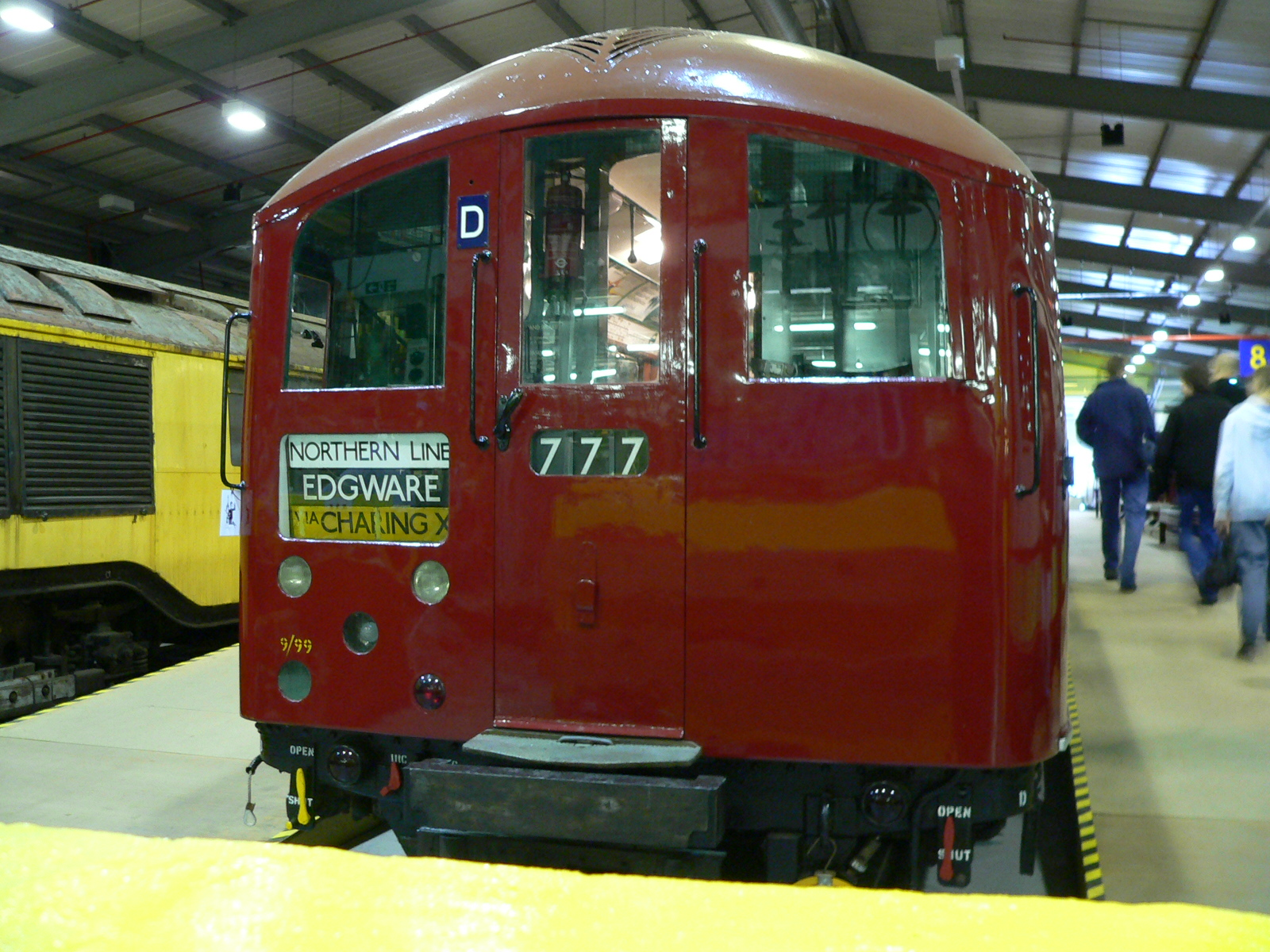
Type 1938 in het depot van het London Transport Museum te Acton
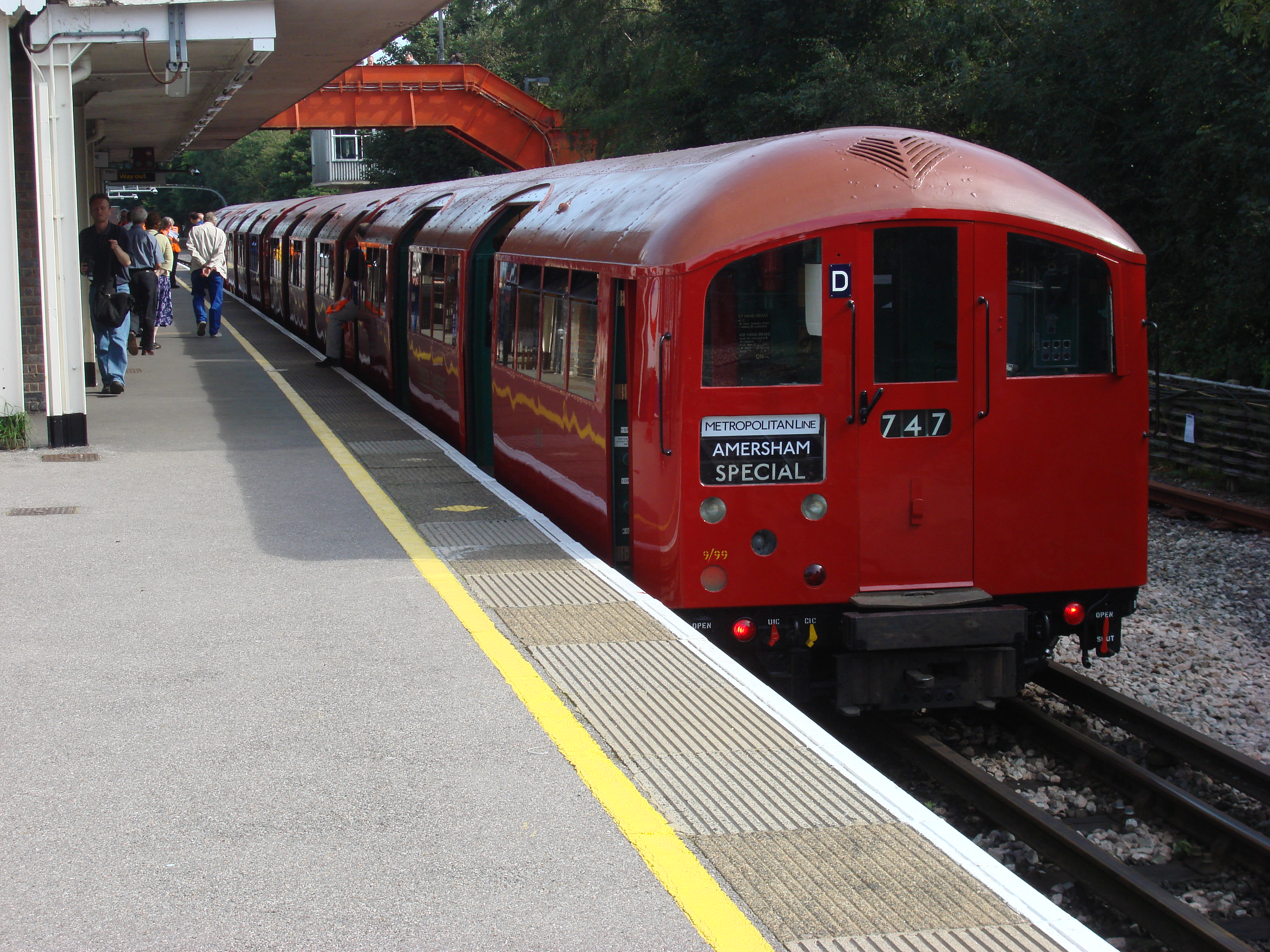
Museumtrein Type 1938 op station Amersham tijdens een rondrit
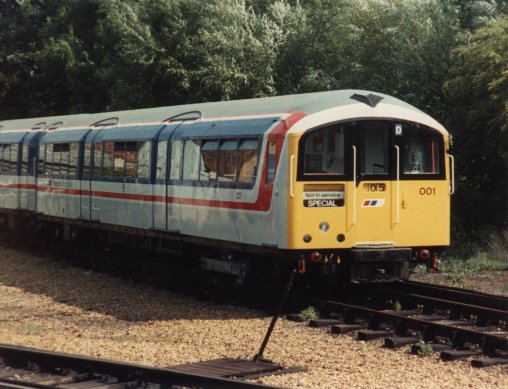
Ex London Underground Type 1938 rijdt nu als Class 483 op het Isle of Wight
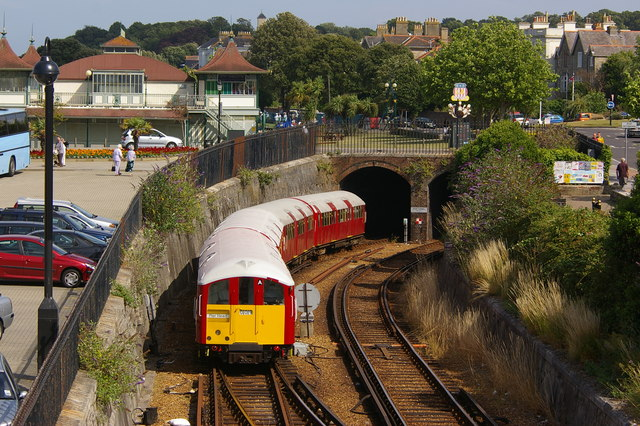
Class 483 in de rode kleur op de Island Line voor de Esplanade tunnel

## Meer informatie
- Brian Hardy. London Underground Rolling Stock, 1984, ISBN 0904711587